# 田万里バイパス
田万里バイパス（たまりバイパス）は国道2号のバイパス。西側は西条バイパスと接続する。

## 概要
東広島市と竹原市の境である田万里峠は、急勾配でカーブの多い難所であるため、上下線分離のために田万里バイパスが建設された。バイパス区間は東行き（下り坂、東広島市→竹原市）の一方通行であり、開通とともに、現道のほとんどの区間は西行き（上り坂）の一方通行となった。

## 当該道路の位置関係
- （福山・三原方面） - 本郷バイパス - 国道2号（現道） - 田万里バイパス - 西条バイパス - （広島方面）

## 交差する道路
- 路線名の特記がないものは市道。
- 東行き（上り線）は西行き（下り線）より800m短いため、東行き（上り線）のみキロポストの補正 (+800m) が行われている。

| 交差する道路                    | 交差する道路          | 交差する場所 | 交差する場所 | 大阪から (km) | 大阪から (km) | 備考                               |
| 交差する道路                    | 交差する道路          | 交差する場所 | 交差する場所 | 東行き 上り線 | 西行き 下り線 | 備考                               |
| ------------------------------- | --------------------- | ------------ | ------------ | ------------- | ------------- | ---------------------------------- |
| 国道2号 福山・三原方面          |                       |              |              |               |               |                                    |
| 県道351号造賀田万里線           |                       | 竹原市       | 田万里       | 289.1         | 289.1         |                                    |
|                                 |                       | 竹原市       | 田万里橋東   | 290.2         | 290.2         |                                    |
|                                 |                       | 竹原市       | 田万里橋     | 290.6         | 290.6         |                                    |
| -                               | -                     | 東広島市     | -            | 293.6 294.4   | 294.4         | 東行き（上り線）のみキロポスト補正 |
| E75 東広島呉自動車道 上三永IC   | 県道330号上三永竹原線 | 東広島市     | 仁賀口       | 294.5         | 294.5         |                                    |
| 国道2号（西条バイパス）広島方面 |                       |              |              |               |               |                                    |

## 沿革
- 1982年3月全通。

## 交通量
2005年度（平成17年度道路交通センサスより）
平日24時間交通量（台）
- 竹原市田万里町：23,103